# The Guess Who

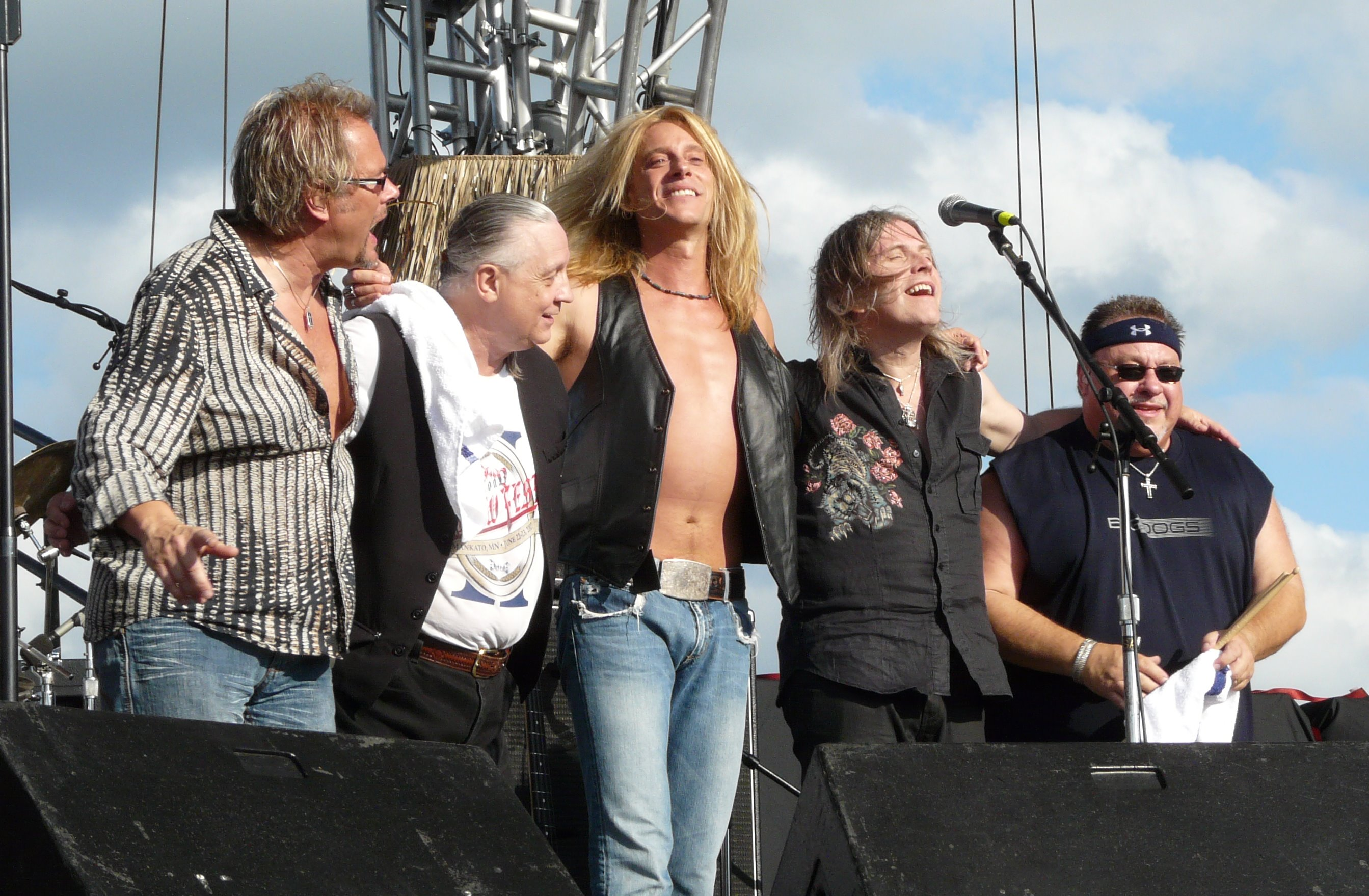
The Guess Who, 2008

The Guess Who – kanadyjska grupa rockowa powstała w 1963 w Winnipeg (prowincja Manitoba). Grupa powstała jako The Expressions, lecz producent jej pierwszego albumu napisał na okładce Guess Who?, mając nadzieję, że wielu kupujących weźmie ją za album zespołu The Who. Nazwa przylgnęła do grupy i nigdy już nie powróciła ona do oryginalnej. Zespół zdołał wylansować tylko kilka przebojów w USA (największy to American Woman w 1998 roku odświeżony coverem Lenny'ego Kravitza), w Europie pozostając zupełnie nieznanym. W Kanadzie zaś zyskał sobie pozycję grupy kultowej i jednego z najpopularniejszych rockowych zespołów tego kraju. Do największych przebojów Guess Who należą: American Woman, These Eyes, No Sugar Tonight/New Mother Nature, No Time, Runnin' Back to Saskatoon i Share the Land.
Muzyka grupy, ciepła i bogata, oparta na brzmieniu gitar elektrycznych, elektronicznych organów i łagodnego śpiewu, jest znakomitym przykładem amerykańskiej odmiany hard rocka. Słychać w niej także wpływy folk rocka i południowego rocka. Choć najlepsze lata zespołu minęły w połowie lat siedemdziesiątych, jego koncerty ciągle przyciągają rzesze fanów.
W grupie The Guess Who występowali:
- Randy Bachman gitara, śpiew
- Burton Cummings instrumenty klawiszowe, śpiew
- Domenic Troiano gitara
- Chad Allan gitara, śpiew
- David Inglis gitara basowa
- Jim Kale gitara basowa
- Greg Leskiw gitara
- Vance Masters perkusja
- Don McDougal gitara, śpiew
- Bill Wallace gitara basowa
- Kurt Winter gitara
- Terry Hatty gitara, śpiew
- Dale Russell gitara, śpiew
- Leonard Shaw instrumenty klawiszowe
- Garry Peterson perkusja

## Dyskografia grupy The Guess Who
- 1965 Shakin' All Over
- 1965 Hey Ho What You Do to Me!
- 1966 It's Time
- 1968 The Guess Who
- 1968 Wheatfield Soul
- 1969 Canned Wheat
- 1970 American Woman
- 1970 Share the Land
- 1971 The Guess Who Play Pure Guess Who
- 1971 So Long, Bannatyne
- 1972 Rockin'
- 1972 Live at the Paramount
- 1973 #10
- 1973 Artificial Paradise
- 1974 Road Food
- 1975 Flavours
- 1975 Power in the Music
- 1976 Play the Guess Who
- 1979 Track and Dialogue
- 1979 All This for a Song
- 1995 Lonely One
- 1995 Liberty
- 2000 Running Back Thru Canada (Live)
- 2001 This Time Long Ago
- 2003 Platinum & Gold Collection: The Guess Who
- 2003 The Guess Who: Anthology
- 2004 Wheatfield Soul/Artificial Paradise (Remastered, The Guess Who x2)
- 2004 So Long Bannatyne/#10 (Remastered, The Guess Who x2)
- 2004 Rockin'/Flavours (Remastered, The Guess Who x2)
- 2004 Road Food/Power in the Music (Remastered, The Guess Who x2)
- 2004 The Best of Running Back Thru Canada